# 漢字の筆順のフォント
漢字の筆順のフォント (かんじのひつじゅんのフォント、Kanji stroke order font)とはペンで書かれた文字に筆順を含んだ漢字・かな・英数・記号グリフを含む日本語フォントである。元グリフはUlrich Apelが管理するSubversionリポジトリ上でAAAA及びWadokuプロジェクトによってSVG形式で開発されており、このフォントはTim EyreがSVG形式からTTF形式に変換し公開している。